# Tachigali eriopetala
Tachigali eriopetala là một loài thực vật có hoa trong họ Đậu. Loài này được (Ducke) L.F. Gomes da Silva & H.C. Lima mô tả khoa học đầu tiên năm 2007.